# Atmosfera de Mart
| Mart pel Hubble Space Telescope el 28 d'octubre de 2005, amb una tempesta de sorra visible. |               |
| Espècies químiques                                                                          | fracció molar |
| Diòxid de carboni                                                                           | 95,32%        |
| Nitrogen                                                                                    | 2,7%          |
| Argó                                                                                        | 1,6%          |
| Oxigen                                                                                      | 0,13%         |
| Monòxid de carboni                                                                          | 0,07%         |
| Vapor d'aigua                                                                               | 0,03%         |
| Òxid nítric                                                                                 | 0,013%        |
| Neó                                                                                         | 2,5 μmol/mol  |
| Criptó                                                                                      | 300 nmol/mol  |
| Formaldehid                                                                                 | 130 nmol/mol  |
| Xenó                                                                                        |               |
| Ozó                                                                                         | 30 nmol/mol   |
| Metà                                                                                        | 10,5 nmol/mol |

L'atmosfera de Mart és relativament prima i està composta principalment de diòxid de carboni (95,32%). Hi ha hagut un interès en l'estudi de la seva composició des de la detecció de traces de metà, que pot indicar la presència de vida a Mart, però també pot ser produït per un procés geoquímic, l'activitat volcànica o hidrotermal.
La pressió atmosfèrica a la superfície de Mart varia de prop de 30 pascals (0,0044 psi) al cim d'Olympus Mons, a més de 1.155 pascals (0,1675 psi) en les profunditats de Hellas Planitia, amb una pressió mitjana a nivell de superfície de 600 pascals (0,087 psi), en comparació amb la mitjana de la Terra al nivell del mar de 101,3 kilopascals (14,69 psi), i una massa total de 25 teratones, en comparació amb els 5.148 teratones de la Terra. No obstant això, l'alçada d'escala de l'atmosfera és d'uns 11 quilòmetres, una mica superior als 7 quilòmetres de la Terra. L'atmosfera de Mart es compon d'un 95% de diòxid de carboni, 3% de nitrogen, 1,6% d'argó, i conté traces d'oxigen, aigua i metà, amb una massa molar mitjana de 43,34 g/mol. L'atmosfera és molt polsosa, donant al cel marcià d'un color marró clar o ataronjat quan es veu de la superfície estant; les dades dels Rovers d'Exploració de Mart indiquen que les partícules de pols suspeses en l'atmosfera són més o menys 1,5 micròmetres de diàmetre.

## Aigua
Altres aspectes de l'atmosfera marciana varien significativament. Amb la sublimació del diòxid de carboni durant l'estiu marcià apareixen traces d'aigua. Les ràfegues de vent estacional escombren els pols a una velocitat del voltant de 400 km / h. Aquests temporals estacionals arrosseguen grans quantitats de vapor d'aigua i pols formant gebre i núvols de tipus stratus similars als de la Terra.
Núvols blaus o rosats han estat fotografiats pel Pathfinder el 1997 i pel Opportunity el 2004.

## Història
Es considera que l'atmosfera de Mart ha canviat al llarg de tota la vida del planeta, amb l'evidència que suggereix la possibilitat que Mart va tenir grans oceans fa uns quants milers de milions d'anys. Com s'afirma en la Hipòtesi d'oceà de Mart, la pressió atmosfèrica en el dia d'avui a la superfície de Mart només supera a la del punt triple de l'aigua (6,11 hectopascals o 0,0886 psi) en les elevacions més baixes; a elevacions més altes, l'aigua pot existir només en estat sòlid o vapor. Les temperatures mitjanes anuals a la superfície són actualment menys de 210 K (-63 °C; -82°F), significativament més baix que el que es necessita per mantenir aigua líquida. No obstant això, a principis de la seva història, Mart va poder haver tingut condicions més propícies per a la retenció d'aigua líquida a la superfície.
S'inclouen entre les possibles causes per a l'esgotament d'una atmosfera marciana més gruixuda:
- Col·lisió catastròfica d'un cos prou gran per arrossegar a un percentatge significatiu de l'atmosfera;[9]
- L'erosió gradual de l'atmosfera pel vent solar;[10] i
- Contínua eliminació de l'atmosfera a causa de camps electromagnètics i la interacció del vent solar.[9]

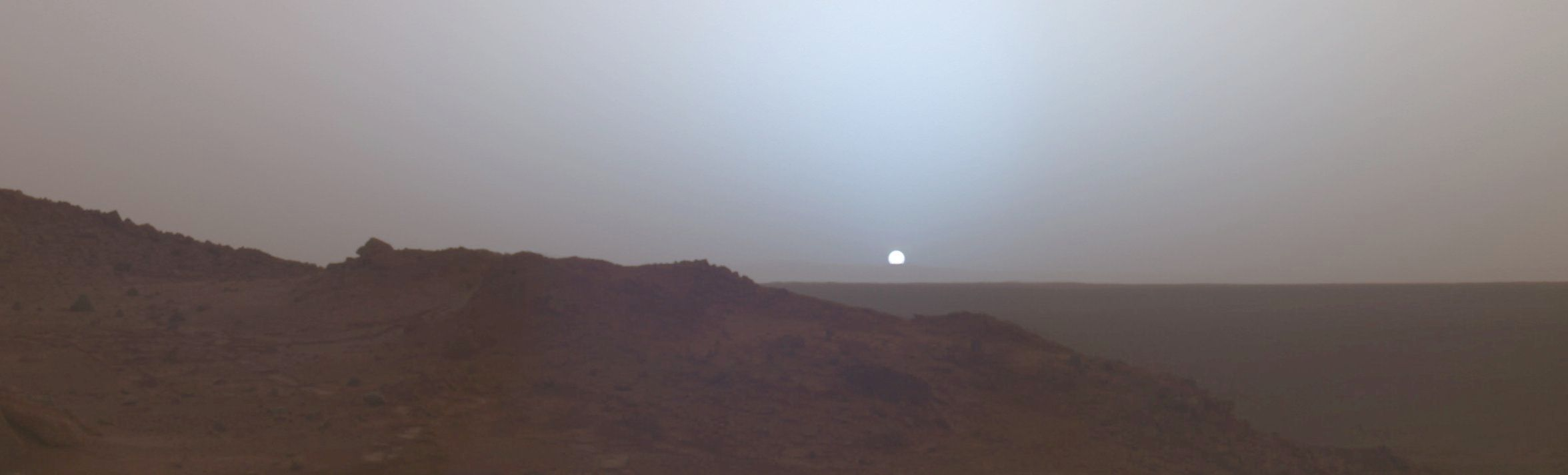
Posta de sol marciana per l'astromòbil Spirit al cràter Gusev, maig de 2005.